# Dipsomani
Dipsomani, av nylatin dipsomania, av grekiskans dipsos 'törst' och mania 'raseri', 'vansinne', äldre benämning på återkommande tvångsmässigt missbruk av alkohol, i vardagligt tal "periodsupande" ("periodare"). Diagnostiseras enligt ICD-10 likvärt med alkoholberoende, F10.2.